# Alchemilla ancerensis
Alchemilla ancerensis es una especie de planta del género Alchemilla, perteneciente a la familia Rosaceae.

## Taxonomía
Alchemilla ancerensis fue descrita por Kalheber en 1994.

## Distribución
Se encuentra en el territorio de Turquía.